# コレーツ＝ランダウの宣伝ビラ
コレーツ＝ランダウの宣伝ビラ（コレーツ＝ランダウのせんでんビラ、ロシア語: Листовка Кореца и Ландау）では、1938年、スターリン体制下のソヴィエト連邦（ソ連）において、著名な物理学者レフ・ランダウと、その門下生であった物理学者モイセイ・コレーツが、スターリンを批判するために書き、メーデーに配布を計画していたとされる政治宣伝ビラについて、その経緯とともに解説する。科学者にまで及んだ大粛清による逮捕をきっかけに計画されたが、事前に内務人民委員部 (NKVD) の知るところとなり、コレーツ、ランダウらはNKVDに逮捕されることになった。

## ビラの内容
ビラの手書き原稿は、国家保安委員会 (KGB) が保管していたコレーツに対するファイルに含まれ、グラスノスチ（情報公開）期の1991年になってようやく公開された。架空の政党である「反ファシスト労働者党」の名で書かれたこのビラは、タイトルに『共産党宣言』の有名な結語をそのまま引用し、スターリニズムを社会主義革命の大義を裏切ったファシズムであると断罪する極めて直截なものであった。
| 万国のプロレタリアートよ、団結せよ！ 同志諸君！ 偉大な十月革命の大義は卑劣にも裏切られた。国は血と泥にまみれている。幾百万もの無辜の人々が投獄され、いつ自分の番がくるのか誰にもわからない。経済は崩壊しつつある。飢餓が迫っている。わからないか、同志たちよ、スターリニストの一派がファシズム・クーデターを実行したのだ。社会主義が生き残っているのは、嘘にまみれた新聞紙面のみだ。真の社会主義に向けられた激しい憎しみという点で、スターリンはヒトラーやムッソリーニと何ら変わるところがない。スターリンは自らの権力を維持するために、国を破壊し、野蛮なドイツ・ファシズムの格好の餌食にしようとしている。労働者階級とわが国のすべての勤労者にとって唯一の道は、スターリニスト・ファシズムとヒトラー・ファシズムに対する断固とした闘争、すなわち社会主義の闘争である。 同志たちよ、組織せよ！ NKVD〔内務人民委員部〕の処刑人を恐れるな！ 彼らができるのは、無防備な囚人を殴り、疑うことを知らない無実の人々を捕らえ、人民の財産を略奪し、存在しない陰謀についてのばかげた裁判をでっちあげることだけだ。 同志諸君よ、反ファシスト労働者党〔ARP〕に入党せよ。モスクワ委員会と連絡を取れ。 АRPグループを組織せよ。地下組織を設立せよ。扇動と宣伝によって、社会主義のための大衆運動を準備せよ。 スターリニストのファシズムは、我々の組織がないがために存在する。皇帝と資本家の権力を打倒した我が国のプロレタリア階級は、ファシストの独裁者とその徒党をも打倒できよう、 5月1日、社会主義者闘争の日よ、永遠なれ！ 反ファシスト労働者党モスクワ委員会 |

## 経緯

### ウクライナ物理工学研究所事件

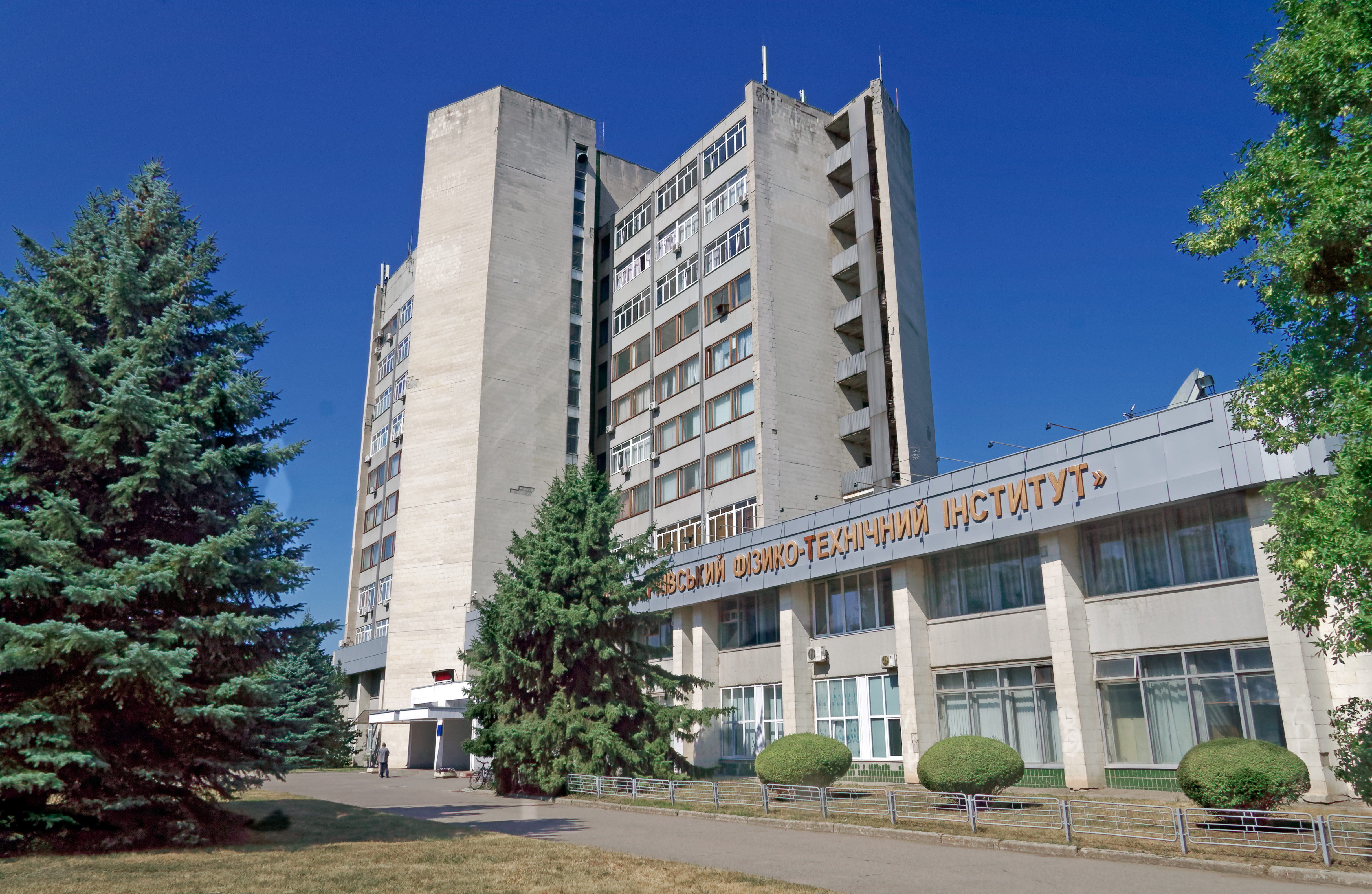
ハルキウ物理工学研究所 (2021年)。ウクライナ物理工学研究所から改称。設立後しばらくは、盛んな国際交流も行われ、ヨーロッパでも有数の研究施設となっていた。

1932年、弱冠24歳の理論物理学者レフ・ランダウは、ウクライナ共和国ハルキウ（ハリコフ）近郊に新設されて間もないウクライナ物理工学研究所（現ハルキウ物理工学研究所）（以下UFTI）の理論物理部門主任となった。ランダウは、このUFTIにおいて研究だけでなく教育にも力を注ぎ、私的試験「理論ミニマム」の狭き門を通過した門下生たちはランダウ学派と呼ばれて、ソ連の理論物理学界をリードすることになった。実験環境においても先端の設備を備えたUFTIは、とりわけ極低温において物質が見せる巨視的量子効果に関して理論・実験両面での成果を挙げ、1930年代前半にソ連を代表する研究所へと急成長した。
1934年、学術研究とは無縁のセミョーン・ダヴィドヴィチ（ロシア語：Семён Абрамович Давидович）がUFTIの所長に赴任すると、こうした状況は一変した。研究所には軍事研究が課されるようになるとともに、国際交流は大きく制限され、さまざまな強権的な運用が行われるようになった。研究環境の自由が損なわれたことに憤ったランダウは、研究所から理論部門を分離すべきだと主張し、モイセイ・コレーツも、構内壁新聞でそれに賛同する主張を掲げた。ランダウらはダヴィドヴィチの解任を要求し、他のUFTIの研究者と連名で共産党中央委員会に直訴した。この主張は認められ、1935年11月、人望の厚かった前任者のアレクサンドル・レイプンスキーが所長に復帰した。一方で、コレーツの壁新聞の内容は軍事研究の命令を妨害するサボタージュとみなされ、1935年11月28日にウクライナの内務人民委員部（以下NKVD）によりコレーツが逮捕された。ランダウはコレーツの無実を訴える手紙をNKVDに送り、異例なことにこの主張も認められた。コレーツへの告訴は証拠不十分として1936年7月に取り下げられ、コレーツは釈放された。

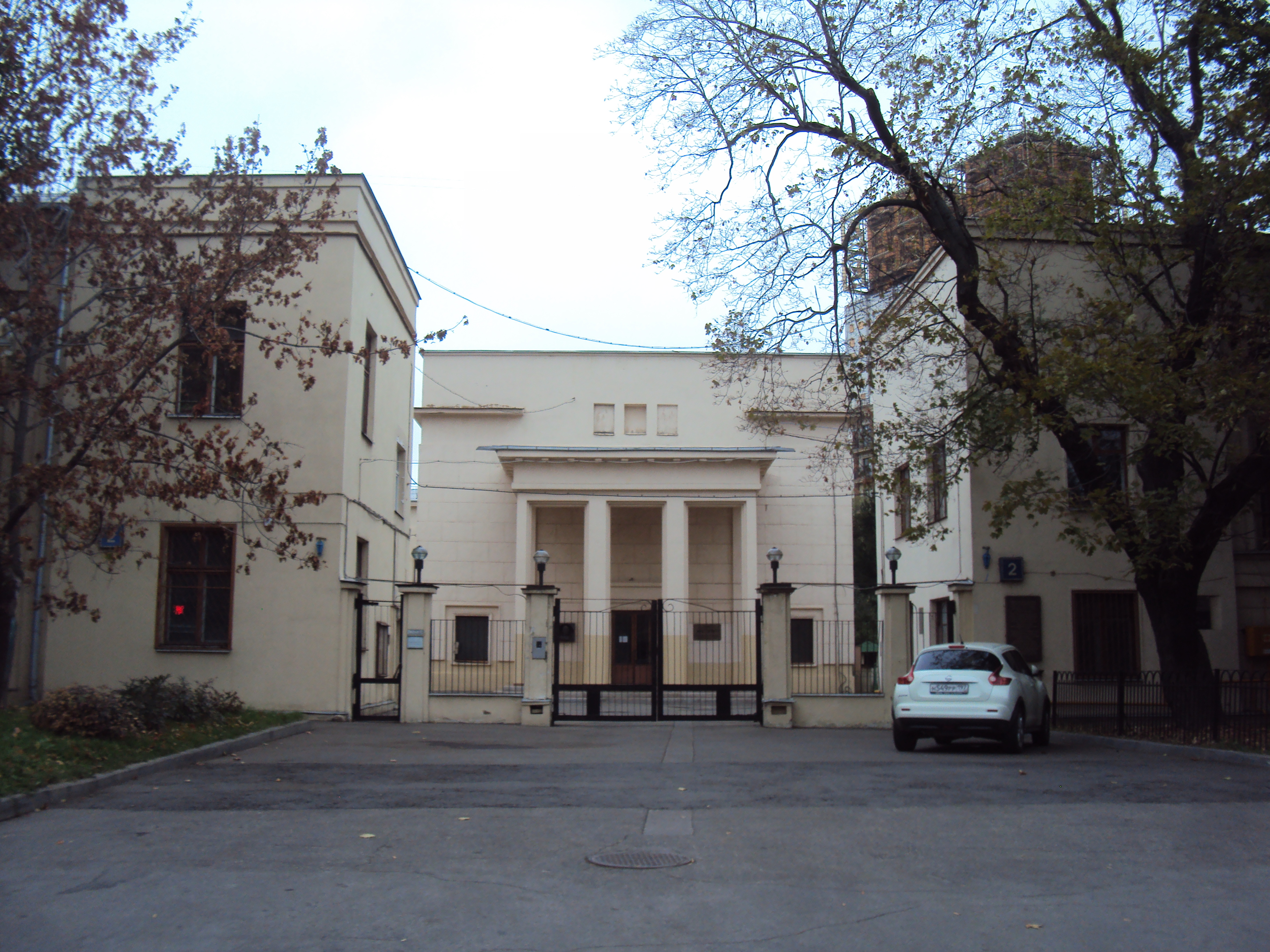
物理問題研究所（モスクワ）。1934年にイギリスから一時帰国したカピーツァは、スターリンによって再出国を阻止され、新設されたこの研究所の所長として留め置かれていた。

しかし、こうしたUFTIでの抗議行動は、NKVDがランダウら研究者たちに監視の目を向けるきっかけともなった。NKVDにより「反ソ連・反革命組織」の首謀者格扱いされており、ハルキウに留まることは危険だと察知したランダウは、ソ連を代表する物理学者であったピョートル・カピーツァの誘いに応じ、ハルキウを去り、1937年2月にモスクワの物理問題研究所に移動した。同じ月、コレーツもモスクワに移動し、モスクワ国立教育大学物理学科および若者向け技術雑誌『テフニカ・モロジョジ』に職を得た。
大粛清が最も苛烈を極めた、1937年、残ったUFTIの科学者は次々に逮捕された。一連の事件に対する容疑は、研究所内の「反ソ連・反革命組織」や、本来の意味を失い敵対者へのレッテルと化していた「トロツキスト組織」あるいは「ブハーリン派組織」への参加といったものであり、外国人や留学経験のあるものなどに対しては、ナチスのためのスパイ活動も付け足された。被疑者は過酷な取り調べで架空の罪状への自白を強要され、これら「自白」をもとに低温物理学者レフ・シュブニコフを含む5人が銃殺された（ウクライナ物理工学研究所事件）。国外へ脱出できたオーストリア国籍のアレクサンダー・ヴァイスベルクは1951年の著作『被告』において、勾留されていた期間の理不尽な尋問の様子などを明らかにしている。

### ビラの作成と逮捕
モスクワに移動していたランダウとコレーツは、UFTIにおける一連の逮捕から免れた。ランダウは元から熱心な共産主義の擁護者ではあったが、事件を経てからは、コレーツと同様、敢然とした反スターリニズムの活動家ともなった。UFTIをはじめ、ソ連が陥った大粛清の惨状に抗議するため、コレーツはランダウに、何か具体的な行動を起こす必要があると説き、政治宣伝ビラを作成し、ひそかに大量に印刷してメーデーに配布する計画を持ちかけた。大粛清の期間に体制批判を行った例はわずかであり、ビラの配布は無謀といえる行為であった。はたして、ランダウらの計画はすぐにモスクワのNKVDの知るところとなった。実際、このビラは、ハルキウ以来、すでに監視下にあったランダウへの容疑を「証明」するものとして逮捕を早めただけであった。

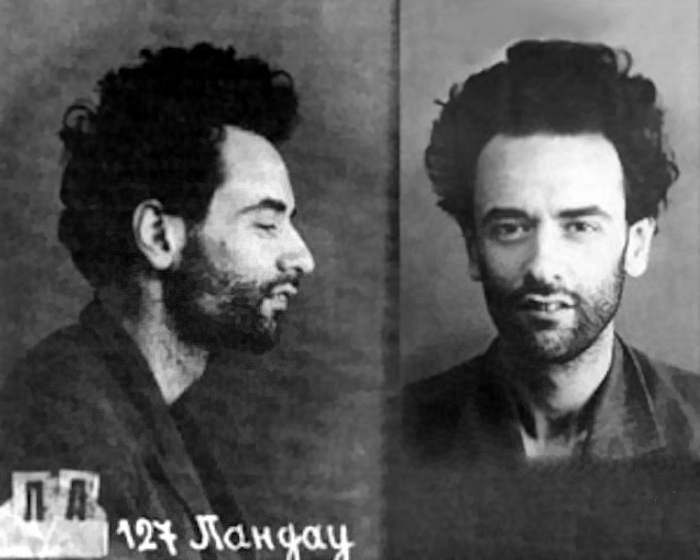
収監時のランダウ（1938年）。

ランダウとコレーツ、そしてビラへの関与が疑われたランダウと近しい物理学者ユーリー・ルーメルは1938年4月28日に逮捕された。ランダウの上司であるカピーツァは、その日のうちにスターリンに手紙を書き、ランダウの稀有な才能を考慮した対応を求めた。また、ランダウが師と仰いでいたコペンハーゲンのボーアも、ランダウが消息不明となり逮捕されたとの噂を聞いて、1938年9月にやはりスターリンに宛てた手紙を書き、ランダウが研究活動へ復帰できるように訴えた。
ルビャンカに収監されたランダウは、監獄で1日7時間立たせられ、悪名高いレフォルトヴォ監獄へ送致するぞと脅された。8月に書かれたと思われるランダウ自筆の供述書では、罪を認めるという形ではあるものの、科学への弁証法的唯物論の導入がばからしいものであること、粛清において罪のない人々、とりわけ専門家が数多く捕らえられ、このままではソ連の科学研究が潰えるであろうこと、共産党は変質し一部の支配集団のためだけに行動していることなどを述べている。取り調べはようやく11月に終了し、裁判抜きでの監獄での拘禁処分が決定された。

### ランダウの救出
後にエジョフシチナ（エジョフ時代）とも呼ばれることになる大粛清（大テロル）の時代は、このころ陰りが見え始めていた。1938年9月にラヴレンチー・ベリヤがNKVD下の国家保安総局（ГУГБ、GUGB）（英語版）局長に就任すると、粛清を先導してきたニコライ・エジョフは次第にNKVDにおける権力を失い、11月には内務人民委員を解任された。エジョフの失脚を好機と捉えたカピーツァは、1939年4月8日にヴャチェスラフ・モロトフ人民委員会議議長（首相）宛の手紙を書き、自分が発見した新たな現象について理論的説明を与えるにはどうしてもランダウの知性が必要だと訴えた。さらに釈放が果たされなかった場合には、自身の研究所辞任も訴えるつもりであったとされる。ついにベリヤは、カピーツァが保証人となり、ランダウに今後、反政府活動を行わせないと一筆書くことを条件に釈放を認めた。逮捕からちょうど1年目の1939年4月28日にランダウは釈放された。釈放時、ランダウは自力では立てず、肋骨が2本折れていた。最初にあった同僚には「頭の中でテンソルを計算できるようになったよ」と話したという。
釈放は、ランダウの他に代え難い科学者としての能力と、スターリンすら一目置く国際的名声があったカピーツァの捨て身の努力が生んだ特異な事例であった。しかし、釈放後も諜報員や盗聴によるランダウの監視は生涯に渡って続き、また、国外への渡航も認められることはなかった。さらに、代償としてソ連の核兵器開発への不本意な協力を余儀なくされた。後に公開された国家保安委員会 (KGB) のファイルは、冷戦期のランダウが、ソ連の指導者たちを依然としてファシストだとみなし続け、レーニンもその例外とは考えなかったことや、国外に出たいと願い続けていたことを明らかにしている。犯罪事実なしとしてランダウに対する審理が正式に終了し、名誉回復がなされたのは、ランダウの死から22年を経た1990年であった。
ランダウとともに逮捕されたコレーツは釈放に至らず、20年の刑に服した。大粛清で囚われた多くの科学者はスターリンの死後に名誉回復がなされたが、コレーツに対してなされることはなかった。ルーメルは、ビラとのかかわりがないことが認められたものの、シャラーシカとよばれたNKVD管理下の研究開発目的収容施設で10年間の研究を強いられた。
粛清だけでなく、核物理学に関連した科学者の情報も冷戦期には機密扱いとされたため、事件に関する詳細が知れるのは、1980年代後半以降のゴルバチョフ政権下におけるグラスノスチ（情報公開）政策の実現まで長らく待たねばならなかった。1990年、ソ連国内で出版されたランダウの伝記をめぐる名誉棄損訴訟において、裁判所はKGBが保管していたランダウのファイルの調査を命じ、これが翌年、ファイルが公開される契機となった。ランダウらの逮捕、および、それに先立つUFTIにおける科学者弾圧の真相は、それ以降、ようやく世界の知るところとなった。